# 科德瓦勒
科德瓦勒（法語：Caudeval，法語發音：[kodval]）是法国奥德省的一个旧市镇，属于利穆区。2016年，该市镇和相邻的盖特和拉巴斯蒂德合并为新市镇瓦勒德朗布罗讷（Val de Lambronne）。

## 地理
科德瓦勒（43°4'32"N, 1°58'32"E）面积7.19 平方千米，位于法国奧克西塔尼大區奥德省，该省份为法国南部沿海省份，北起塔恩省，西北接上加龙省，西接阿列日省，南至东比利牛斯省，东临地中海，东北与埃罗省接壤。
与科德瓦勒接壤的市镇（或旧市镇、城区）包括：卡扎尔代拜莱、穆兰讷夫、科比耶尔、盖特和拉巴斯蒂德、利涅罗勒、塞尼亚朗斯、特雷济耶。

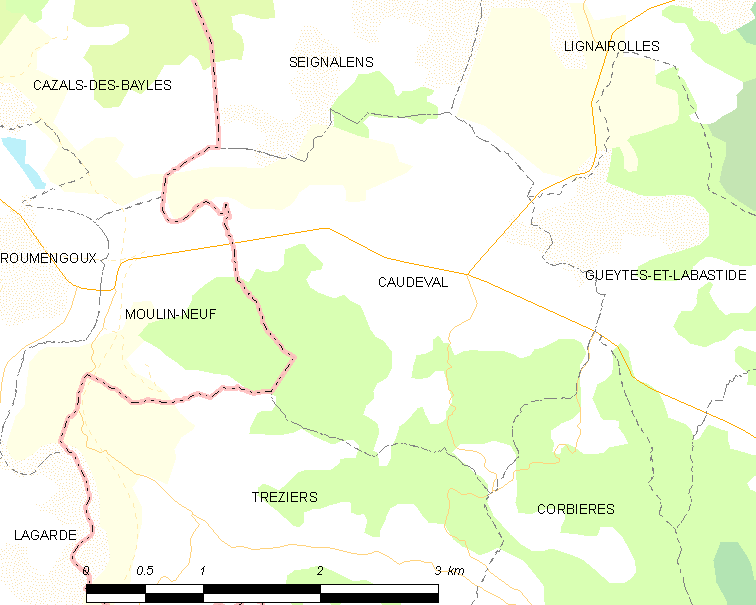
科德瓦勒的OSM定位图

科德瓦勒的时区为UTC+01:00、UTC+02:00（夏令时）。

## 行政
科德瓦勒的邮政编码为11230，INSEE市镇编码为11080。

## 政治
科德瓦勒所属的省级选区为上奥德河谷县。

## 人口

1962-2008年间科德瓦勒人口变化图示

科德瓦勒于2013时的人口数量为163人。